# Hulk Vs
Pour les articles homonymes, voir Hulk (homonymie).
Série Marvel Animated Features
Next Avengers: Heroes of Tomorrow
(2008) Planète Hulk
(2010)
Pour plus de détails, voir Fiche technique et Distribution.
Hulk Vs est un film d'animation américain réalisé par Frank Paur et Sam Liu, sorti directement en vidéo en 2009 aux États-Unis.
C'est un crossover en 2 épisodes, produit par Lions Gate Film, adapté de la série de comics publiés par Marvel.

## Synopsis

### Hulk vs. Wolverine
« My name is Wolverine and I'm the best there is at what I do. And what I do... isn't very nice » - « Mon nom est Wolverine et je suis le meilleur dans ce que je fais. Et ce que je fais...c'est pas joli-joli ».
Wolverine est appelé en urgence au Canada par l'armée pour traquer une créature verte que les Américains appellent Hulk, ayant commis des ravages dans une petite ville à la frontière américano-canadienne, et a l'autorisation de tuer si nécessaire. Logan enfile son costume et commence à traquer la piste du géant dans les forêts canadiennes, jusqu'au moment où il trouve Bruce Banner près d'une rivière, terrifié et demandant à être seul. Wolverine reconnait l'odeur de Hulk et provoque Banner, qui redevient Hulk et commence à se battre. Wolverine rend coup pour coup et le duel dure jusqu'au moment où les deux hommes sont mitraillés par des fléchettes tranquillisantes.
Wolverine se réveille dans des lieux qu'il connait bien : les laboratoires souterrains de Weapon X, dirigés par Le Professeur à qui il doit l'adamantium sur son squelette. L'équipe de mutants est toujours constituée de Sabretooth, Deathstrike, Omega Red et Deadpool, qui avaient déjà tentés de capturer Hulk dans la ville, sans succès mais avec beaucoup de dommages collatéraux (Wolverine comprend ainsi que l'odeur de poudre qu'il a senti sur place était due aux fusillades de Deadpool). Le Professeur compte reprogrammer Wolverine afin de le réintégrer dans l'équipe, mais aussi exploiter le pouvoir de Hulk. Cependant, la haine de Deathstrike et Sabretooth prend le dessus : ils tuent Le Professeur et libèrent Wolverine afin de le tuer lentement dans un long duel. Mais Logan parvient à s'échapper et retrouve Banner, incapable de devenir Hulk malgré les conditions. Afin de forcer son corps à libérer de l'adrénaline, Logan n'hésite pas à poignarder Banner avec ses griffes, et retourne affronter les agents de Weapon X pendant que Hulk revient, plus furieux que jamais. Le monstre vert envoie Sabretooth à travers les murs, met à terre tout le monde et, dans sa colère, détruit la base souterraine. Le souffle de l'explosion envoie Wolverine loin de la base, où Hulk le retrouve dans sa fuite. Ravi, Wolverine sort ses griffes et propose de reprendre le combat là où ils avaient été interrompus.
Les dernières images post-générique montrent Deadpool s'extirper des ruines avant d'être écrasé par Hulk.

### Hulk vs. Thor
Le dieu Thor et ses amis (Fandral, Hogun, Volstagg, Sif, la Valkyrie et Balder) sont toujours les gardiens d'Asgard pendant qu'Odin est plongé dans un long sommeil hivernal, appelé le « sommeil d'Odin ».
Loki téléporte Hulk à Asgard avec l'aide d'Amora, qui réussit à extraire Bruce Banner du corps de Hulk et à en prendre le contrôle. Le dieu de la malice utilise ainsi la force de Hulk pour ravager les rangs des défenseurs d'Asgard, jusqu'au moment où Thor s'oppose à lui. Avec sa force et la puissance de la foudre, Thor alimente la rage de Hulk qui brise ainsi le sort et devient un colosse enragé et destructeur. Loki assiste alors depuis son repaire à la défaite de Thor, battu à mort avant de partir vers le palais d'Odin. Amora choisit alors d'abandonner Loki, acceptant la défaite d'Odin mais pas la mort de Thor. Elle part sauver le dieu du tonnerre, à l'article de la mort, et le mène à Loki afin qu'il renvoie Hulk sur Midgard. Mais pendant l'absence d'Amora, Loki a tué Bruce Banner et son âme a déjà été emportée par Hela. Thor lance alors ses ordres : il envoie Amora aux côtés de Sif, restée aux côtés d'Odin pour servir de dernier rempart, pendant qu'il partira pour Niffleheim avec Loki, après que celui-ci a envoyé tous ses démons pour occuper Hulk.
Dans le Royaume des morts, Thor et Loki tentent de convaincre Hela de ramener l'âme de Banner, Loki argumentant qu'il ne s'agit que la moitié d'une âme. Or Banner a enfin trouvé la paix, rêvant d'une vie douce aux côtés de Betty Ross et de leur fils, et quand Thor lui demande de redevenir l'esprit qui contrôle le Hulk, il refuse tout net. Loki profite de ce que Thor est occupé avec Banner pour convaincre Hela de compléter l'âme en ramenant Hulk en Niffleheim, ce qu'elle fait, empêchant ainsi que Hulk ne s'en prenne à Odin alors que toutes les forces d'Asgard étaient vaincues, mais le colosse est toujours aussi enragé et commence à attaquer. Thor et Loki tentent de le maîtriser mais c'est finalement Banner qui le stoppe, acceptant de reprendre le contrôle de Hulk. Estimant qu'il n'a ni sa place au Niffleheim ni au Valhalla, Hela renvoie Banner sur Midgard mais exige une âme en échange de celle qu'elle a libérée : elle prend celle de Loki, qu'elle emprisonnera pendant un temps mais jurant d'obtenir un jour celle de Thor.
Odin se réveille et célèbre les valeureux qui ont défendu son royaume, les guerriers asgardiens, mais aussi Bruce Banner.

## Fiche technique
Sauf indication contraire, les informations mentionnées dans cette section peuvent être confirmées par les bases de données cinématographiques IMDb et Allociné,  présentes dans la section « Liens externes ».
- Titre original et français : Hulk vs. Wolverine et Hulk vs. Thor
- Réalisation :
  - Hulk vs. Wolverine : Frank Paur
  - Hulk vs. Thor : Sam Liu
- Scénario : 
  - Hulk vs. Wolverine : Craig Kyle et Christopher Yost
  - Hulk vs. Thor : Christopher Yost, d'après une histoire de Craig Kyle et Frank Paur, d'après les comics créés par Stan Lee, Larry Lieber et Jack Kirby
- Musique : Guy Michelmore
- Son : Mike Draghi, Michael Iske, Eric Lewis, Stephen P. Robinson, Derek Simpson
- Montage : George Rizkallah
- Production : Frank Paur
  - Production exécutive : Carrie Wassenaar
  - Production déléguée : Kevin Feige, Ken Katsumoto et Eric S. Rollman
  - Coproduction déléguée : Stan Lee
  - Supervision de production : Craig Kyle
  - Production d'animation : Masao Maruyama
  - Co-production d'animation : Alex Yeh
  - Assistant de production : Takeo Minami et Yoshihiro Watanabe
- Animation : Kyung-Ho Choi, Kwang Il Han, Hyung-Ki Kim, Ki-Joon Kim
- Sociétés de production[1] : Marvel Studios et MLG Productions 6
- Sociétés de distribution : Lionsgate (États-Unis - DVD) ; Metropolitan FilmExport (France - DVD)
- Budget : n/a
- Pays de production :  États-Unis
- Langue originale : anglais
- Format[2] : couleur - 1,78:1 (Widescreen) - son Dolby Digital
- Genres : animation, action, aventures, fantastique, science-fiction, super-héros
- Durée : 81 minutes
- Dates de sortie[3] :
  - États-Unis : 27 janvier 2009 (sortie directement en vidéo)
  - France : 16 mars 2010 (sortie directement en vidéo)[4]
- Classification[5] :
  - États-Unis : accord parental recommandé, film déconseillé aux moins de 13 ans (PG-13 - Parents Strongly Cautioned)[Note 1]
  - France : tous publics

## Distribution
- Hulk (VO : Fred Tatasciore)
- Bruce Banner (VO :Bryce Johnson ; VF : Damien Boisseau)
- Logan / Wolverine (VO : Steven Blum ; VF : Joël Zaffarano)
- Deadpool (VO : Nolan North ; VF : Ludovic Baugin)
- Sabretooth (VO : Mark Acheson ; VF : Gilles Morvan)
- Deathstrike (VO : Janyse Jaud ; VF : Barbara Beretta)
- Omega Red (VO : Colin Murdock ; VF : n/a)
- Le Professeur (VO : Tom Kane ; VF : Philippe Catoire)
- Thor (VO : Matthew Wolf ; VF : Patrick Borg)
- Loki (VO : Graham McTavish ; VF : Pierre Dourlens)
- Sif (VO : Grey DeLisle ; VF : Rafaèle Moutier)
- Amora (VO : Kari Wahlgren ; VF : Josy Bernard)
- Volstagg (VO : Jay Brazeau ; VF : n/a)
- Fandral (VO : Jonathan Holmes ; VF : n/a)
- Hogun (VO : Paul Dobson ; VF : Olivier Rodier)
- Balder (VO : Michael Adamthwaite ; VF : n/a)
- Odin (French Tickner ; VF : Luc Bernard)
- Betty Ross (VO : Nicole Oliver ; VF : n/a)

## Marvel Animated Features
Ce film s'inscrit dans la série Marvel Animated Features, composée de 8 huit vidéofilms produits par Lionsgate, Marvel Animation et MLG Productions 8,.
- 2006 : Ultimate Avengers (Ultimate Avengers: The Movie)
- 2006 : Ultimate Avengers 2 (Ultimate Avengers 2: Rise of the Panther)
- 2007 : The Invincible Iron Man
- 2007 : Docteur Strange (Doctor Strange: The Sorcerer Supreme)
- 2008 : Next Avengers: Heroes of Tomorrow
- 2009 : Hulk Vs
- 2010 : Planète Hulk (Planet Hulk)
- 2011 : Thor : Légendes d'Asgard (Thor: Tales of Asgard)

## Autour du film
Le générique de fin fait référence aux plus grands dessinateurs de Marvel Comics.